# Liste der Baudenkmale in Golzow (Mittelmark)
In der Liste der Baudenkmale in Golzow sind alle Baudenkmale der brandenburgischen Gemeinde Golzow und ihrer Ortsteile aufgelistet. Grundlage ist die Veröffentlichung der Landesdenkmalliste mit dem Stand vom 31. Dezember 2020. Die Bodendenkmale sind in der Liste der Bodendenkmale in Golzow (Mittelmark) aufgeführt.

## Baudenkmale in den Ortsteilen
In den Spalten befinden sich folgende Informationen:
- ID-Nr.: Die Nummer wird vom Brandenburgischen Landesamt für Denkmalpflege vergeben. Ein Link hinter der Nummer führt zum Eintrag über das Denkmal in der Denkmaldatenbank. In dieser Spalte kann sich zusätzlich das Wort Wikidata befinden, der entsprechende Link führt zu Angaben zu diesem Denkmal bei Wikidata.
- Lage: die Adresse des Denkmales und die geographischen Koordinaten. Link zu einem Kartenansichtstool, um Koordinaten zu setzen. In der Kartenansicht sind Denkmale ohne Koordinaten mit einem roten beziehungsweise orangen Marker dargestellt und können in der Karte gesetzt werden. Denkmale ohne Bild sind mit einem blauen bzw. roten Marker gekennzeichnet, Denkmale mit Bild mit einem grünen beziehungsweise orangen Marker.
- Bezeichnung: Bezeichnung in den offiziellen Listen des Brandenburgischen Landesamtes für Denkmalpflege. Ein Link hinter der Bezeichnung führt zum Wikipedia-Artikel über das Denkmal.
- Beschreibung: die Beschreibung des Denkmales
- Bild: ein Bild des Denkmales und gegebenenfalls einen Link zu weiteren Fotos des Baudenkmals im Medienarchiv Wikimedia Commons

### Golzow
| ID-Nr.                           | Lage                    | Bezeichnung | Beschreibung | Bild |
| -------------------------------- | ----------------------- | --- | --- | --- |
| 09190190                         | (Lage)                  | Kirche | Erbaut wurde die Kirche von Friedrich Wilhelm von Rochow 1750 bis 1752 auf einem künstlich geschaffenen Hügel. Die evangelische Kirche ist ein achteckiger Bau. Im Inneren befindet sich eine Patronatsloge des Erbauers.       | weitere Bilder |
| 09190191                         | (Lage)                  | Schlossareal mit Amtshaus, Brennerei, Mauer- und Kellerresten des Schlosses, Resten des Burggrabens, Gutspark und Nebengebäude | Die Brennerei ist der letzte Überrest des ehemaligen Schlosses, das 1945 abbrannte. | Schlossareal mit Amtshaus, Brennerei, Mauer- und Kellerresten des Schlosses, Resten des Burggrabens, Gutspark und Nebengebäude |
| 09191749 Teilobjekt zu: 09190191 | Hauptstraße 39C (Lage)  | Amtshaus | Das Amtshaus wurde im Jahr 1717 errichtet und war das erste Landratsamt des Zaucheschen Kreises. | Amtshaus |
| 09191750 Teilobjekt zu: 09190191 | Belziger Str. 39 (Lage) | Brennerei | Die Alte Brennerei wurde 1855 im Stil der Berliner Industriearchitektur errichtet. Später wurden die Räumlichkeiten als Museum und Restaurant genutzt.                                                                          | Brennerei |
| 09191751 Teilobjekt zu: 09190191 | (Lage)                  | Kelleranlage | | BW |
| 09191752 Teilobjekt zu: 09190191 | (Lage)                  | Burggraben | Ehemaliger Burggraben der Wasserburg Golzow (Ersterwähnung 1219 als "Golsowe") sowie des späteren Schlosses Golzow (1685-1945).                                                                                                 | Burggraben |
| 09191753 Teilobjekt zu: 09190191 | (Lage)                  | Gutspark | Reste des Gutsparks des ehemaligen Schlosses/Ritterguts Golzow (1685-1945). | Gutspark |
| 09191754 Teilobjekt zu: 09190191 | (Lage)                  | Wohnhaus | Der eingeschossige Bau ist eine Kombination aus Ziegeln und Feldsteinen. Er verfügt über ein Satteldach. Das Wohnhaus liegt hinter dem Schloss unmittelbar am rechten Plane-Ufer. Das Wohnhaus datiert auf die Jahre 1801/1900. | Wohnhaus |
| 09191459                         | Hauptstraße 10 (Lage)   | Schul- und Küsterhaus mit Nebengebäude                                                                                         | | weitere Bilder |
| 09191460 Teilobjekt zu: 09191459 | Hauptstraße 10 (Lage)   | Wirtschaftsgebäude | Das Gebäude steht an der Westgrenze des Grundstücks. | BW |

### Hammerdamm
| ID-Nr.                           | Lage   | Bezeichnung | Beschreibung | Bild               |
| -------------------------------- | ------ | --- | --- | ------------------ |
| 09190686                         | (Lage) | Vorwerk Hammerdamm, mit Wohnhaus, östlicher Stallscheune, westlichem Stall- und Wohngebäude, Taubenhaus und zwei Kleintierställen | Dreiseithof (ehemaliges Vorwerk) mit Gebäuden aus Raseneisenstein, der dort lange Zeit zur Gewinnung von Eisen abgebaut wurde. Ab 1937 Umbau zum Jagdsitz des Industriellen Wilhelm Zangen. Aus dieser Zeit stammt auch ein hölzerner Taubenschlag. Einige Gebäude wurden nach der Wende von einem Nachkommen Zangens erworben. Seit 2022 wird durch diesen das östlich gelegene, fast neunzig Meter lange Scheunengebäude denkmalgerecht umgebaut. Es entstehen neun Mietwohnungen. | weitere Bilder     |
| 09192064 Teilobjekt zu: 09190686 | ()     | Wohnhaus | | ein Bild hochladen |
| 09192065 Teilobjekt zu: 09190686 | ()     | Stall & Scheune | | ein Bild hochladen |
| 09192066 Teilobjekt zu: 09190686 | ()     | Stall | | ein Bild hochladen |
| 09192067 Teilobjekt zu: 09190686 | ()     | Kleinviehstall | Der Kleinviehstall steht östlich des Wohnhauses. | ein Bild hochladen |
| 09192068 Teilobjekt zu: 09190686 | ()     | Kleinviehstall | Der Kleinviehstall steht westlich des Wohnhauses. | ein Bild hochladen |
| 09192069 Teilobjekt zu: 09190686 | (Lage) | Taubenhaus | Das Taubenhaus steht mitten im Hof. | BW                 |

### Pernitz
| ID-Nr.   | Lage                        | Bezeichnung | Beschreibung | Bild           |
| -------- | --------------------------- | ----------- | --- | -------------- |
| 09190192 | Brandenburger Straße (Lage) | Dorfkirche  | Die evangelische Kirche stammt aus dem Jahre 1699, der Altaraufsatz datiert aus dem Jahre 1689. Es zeigt Bilder von Christi Geburt und vom Abendmahl. | weitere Bilder |